# En ettas dagbok
En ettas dagbok är en bok av Viveca Lärn (då Viveca Sundvall), som utkom 1982.  Den är skriven som en dagbok, och utspelar sig under perioden 16 augusti–30 april det år huvudpersonen Mimmi går i första klass. Tillsammans med Roberta Karlsson och kungen samt Vi smyger på Enok utgavs de senare under namnet Mimmis bok.
Boken blev 1985 till TV-serie i sex delar.

## Handling
Mimmi börjar skolan, i första klass. Klassens lärarinna kallas "Gullfröken". Mimmis två år äldre kompis Roberta Karlsson går i tredje klass. Vaktmästaren verkar arg.

### Fotnoter
1. ↑  ”En ettas dagbok” (på engelska). Worldcat. 11 mars 1982. https://www.worldcat.org/title/ettas-dagbok/oclc/18492440&referer=brief_results. Läst 15 januari 2015.
2. ↑  ”En ettas dabgok”. Svensk filmdatabas. 11 mars 1985. http://sfi.se/sv/svensk-filmdatabas/Item/?itemid=36350&type=MOVIE&iv=Basic&ref=/templates/SwedishFilmSearchResult.aspx?id%3d1225%26epslanguage%3dsv%26searchword%3den+ettas+dagbok%26type%3dMovieTitle%26match%3dBegin%26page%3d1%26prom%3dFalse. Läst 28 januari 2015.